# 라라와 크리스마스 요정
《라라와 크리스마스 요정》(노르웨이어: Jul Pa Kutoppen, 영어: Christmas at Cattle Hill)은 2020년에 개봉한 노르웨이의 가족, 모험, 애니메이션 영화이다.
 윌 아슈르스트가 감독을 올레 크리스티안 솔바켄이 각본을 맡았다.
 노르웨이는 2020년 11월 6일에 대한민국은 2021년 12월 15일에 개봉되었다.

## 줄거리
오랜만에 아빠와 함께 캐틀힐 농장에서 크리스마스를 보내게 된 라라

큰 기대를 갖고 농장에 도착하지만 트리조차 없는 썰렁한 농장을 보고

라라는 크리스마스 트리와 장식을 직접 하기로 하는데...

## 출연진
- 마리트 안드레아센
- 샬롯 프로그너
- 프리드쇼프 소헤임
- 마트스 엘되엔
- 헨리에트 파예-슈죌